# Càpsula (fàrmac)

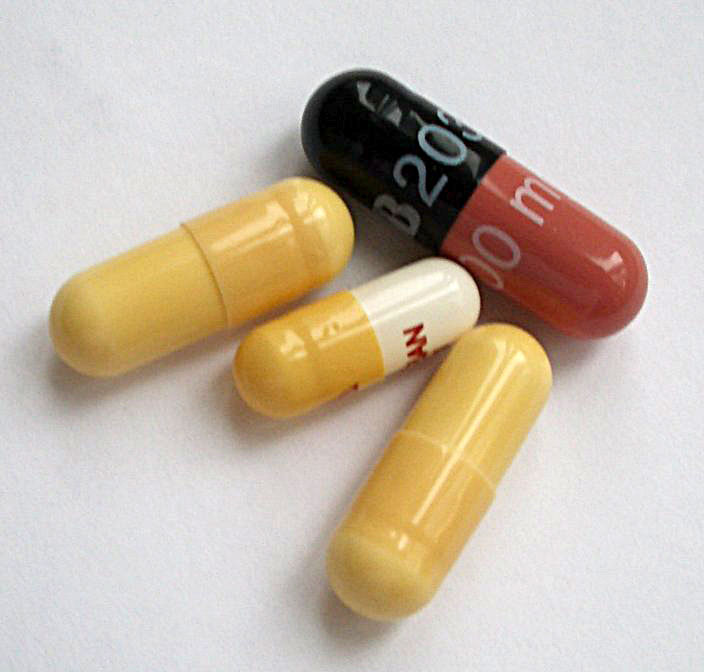
Diverses mides de càpsules

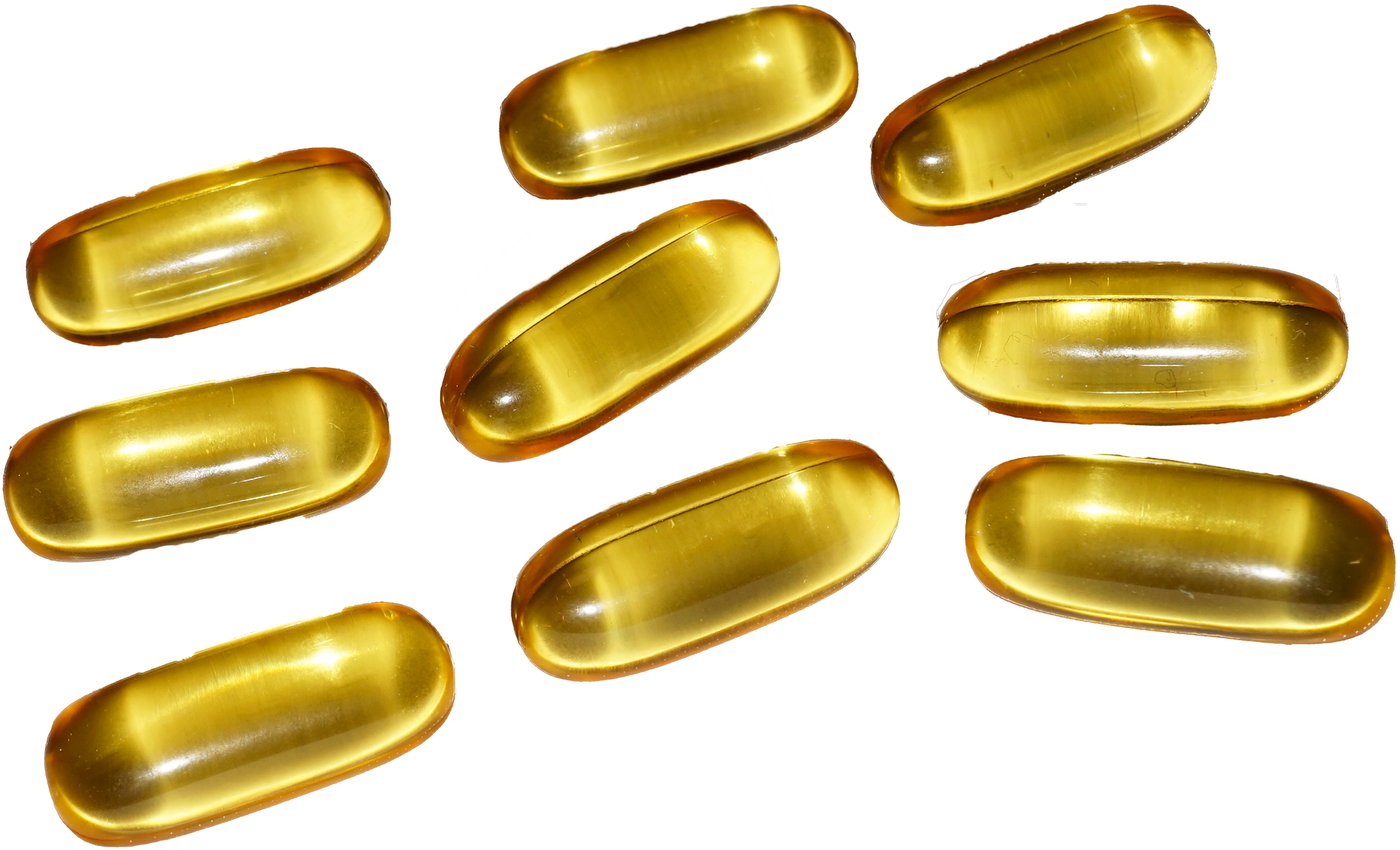
Càpsules de gelatina tova

Una càpsula és un petit contenidor o envàs soluble, cilíndric o esfèric, generalment format per dues peces a base de gelatina que encaixen l'una amb l'altra, a l'interior del qual es troba la dosi d'un fàrmac que s'administrarà per via oral. És la forma farmacèutica més utilitzada. La càpsula pot ser dura o tova depenent de la quantitat de glicerina en la gelatina. Les càpsules dures s'utilitzen per portar els fàrmacs en pols, encara que a vegades alberguen altres formes galèniques com granulats, microcàpsules o comprimits. N'hi ha de mides diverses i es mesuren del nombre 5 al 000 (triple zero) fins i tot majors en el camp de la veterinària. Es presenten en dues meitats que s'han de segellar a pressió, sent les de gelatina tova hermètiques. Les càpsules toves o perles són d'una sola peça i se solen utilitzar per administrar líquids oliosos.

## Prestacions
Les càpsules no posseeixen més avantatges si es comparen amb els comprimits, ja que s'integren més ràpidament en presència dels líquids gàstrics. Potser l'únic avantatge sigui el que pot presentar-se un temps d'absorció variable.

### Avantatges
- Protegeixen el fàrmac dels agents externs, però no de la humitat.
- Presenten una elevada resistència física, potenciada si es condiciona en un blíster.
- Emmascaren les característiques organolèptiques desagradables.
- Les càpsules rígides presenten una composició i elaboració senzilles.
- Amb les càpsules toves s'aconsegueix una gran exactitud en la dosi.
- Permeten sistemes d'alliberament controlat.
- Presenten característiques de biodisponibilitat.[cal citació][2]

### Inconvenients
- Un major cost de producció en comparació amb altres formes farmacèutiques.
- La necessitat de garantir unes condicions determinades de temperatura i humitat.
- Limitacions en les seves aplicacions (no es poden fraccionar, no poden ser utilitzades per pacients no cooperants).
- Limitacions en el contingut (no es poden encapsular fàrmacs sòlids molt compactes, sòlids eflorescents, higroscòpics, que reaccionin amb la coberta, que dissolguin la coberta, que impermeabilitza la coberta).[cal citació]

## Antecedents
Anteriorment els farmacèutics rebien la prescripció del metge i triaven els materials farmacològics per ingressar dins de les càpsules que ell mateix preparava. Avui dia són els laboratoris farmacèutics que fabriquen les càpsules en màquines especials automatitzades segons els estàndards internacionals i d'acord amb la farmacopea vigent a cada país. 
L'origen de les càpsules gelatinoses se situa a la primera meitat del segle xix, la seva introducció s'atribueix al farmacèutic francès Mothes, que en un intent d'emmascarar el mal gust d'alguns fàrmacs utilitzats en aquella època, va preparar ampolles de gelatina farcides amb el fàrmac i segellades amb una gota d'una solució de gelatina. L'any 1834 Mothes registra a París, juntament amb el farmacèutic Dublanc, la primera patent de càpsules, l'ús s'estén ràpidament a altres països, com Alemanya i Estats Units. A partir de llavors, i atès que la patent restringia la producció de càpsules al mateix Mothes, es van realitzar nombrosos intents en la recerca de materials i mètodes de producció alternatius.
La inclusió de glicerina en la formulació a fi de millorar la suavitat i elasticitat de les càpsules, fent-les més fàcilment deglutibles, es deu a un altre farmacèutic francès: Taetz (1873). Aquesta modificació va portar a la producció de càpsules elàstiques, cosa que va suposar un avanç en l'administració d'alguns fàrmacs, com les vitamines liposolubles. Però no és fins a 1932 quan Scherer perfecciona el procés de fabricació d'aquestes càpsules, incorporant el primer sistema continu d'encapsulació. Les càpsules rígides tal com es coneixen actualment, van ser introduïdes pel francès Lehuby, qui, en 1846, les va patentar com a sistema de recobrir fàrmacs. En perfeccionament en la seva elaboració va contribuir el farmacèutic nord-americà Hubel, en introduir l'ús de punxons metàl·lics, molt utilitzats en altres àrees industrials. D'aquests treballs van sorgir dues noves formes farmacèutiques, les píndoles cobertes de gelatina i les càpsules dures de dues peces. El primer procés de fabricació a escala industrial de les càpsules rígides data de 1874. El 1942 la Farmacopea Americana (USP) recull per primera vegada les càpsules com a forma farmacèutica.